# Filterheadz
Filterheadz je jméno belgického DJského a producentského dua hrající techno. Členy uskupení jsou bratři Bert a Maarten Wilmers.

## Historie
Prvním krokem v jejich hudební kariéře bylo v polovině 80. let vystupování v kapelách hrajících pop. Bert tu vystupoval s kytarou, Maarten jako bubeník. Jejich tehdejšími vzory byly skupiny jako U2, The Police a Simple Minds a vliv těchto kapel můžeme pozorovat v jejich tvorbě dodnes.
Po sérii popových, rockových, heavy metalových a rhythm and bluesových projektech s ne příliš velkým úspěchem se vrhli na pole elektronické taneční hudby. Prvními remixy byly skladby hudebníků jako Roger Sanchez, Masters at Work a David Morales. To také určilo jejich prvotní orientaci na americkou houseovou scénu.
Roku 1998 podepsali smlouvu s belgickým labelem Headroom Music a po několika publikacích pod rozdílnými pseudonymy se rozhodli pro své současné jméno "Filterheadz". V ten sám čas vzrostla publicita Jo Casters a ten si od nich objednal několik remixů. Jejich předělávka singlu Struggle for Pleasure od Minimalistix se stala klubovým hitem. Inspirováni Deep Dish a John Digweed se vrhli do vod progressive trance a svými remixy hitů kapel Hooj a Platypus vytvořili další sérii klubových hitů.
Kontakt s Intec Records dal spatřit světlu světa track "Sunshine", jenž byl hrán na Ibize jako letní song. Následovaly remixy interpretů Green Velvet, Bedrock, Eddie Amator, Tiësto a Oliver Lieb.
Poté, co vydali nejprodávanější techno nahrávku roku začali opět hledat hudební rozmanitost a vydali své první multižánrové CD "Tribalicious". Toto album je mixem elektronické a nezávislé hudby.

## Discografie

### Singly
- 2000 'Party With You' (jako Slow)
- 2000 'Feel Your Body' (jako TFF)
- 2001 'Faggots and Dope'
- 2001 'The Music'
- 2002 'The One Who Got Caught'
- 2002 'The Rhythm/Protection' (feat. Tomaz)
- 2002 'I Love Techno (United As One)' (jako Tomaz vs. Filterheadz)
- 2002 'I Love Sunshine' (jako Tomaz vs. Filterheadz)
- 2003 'In Your Eyes' with Orange 3
- 2003 'Lake T'ana' (jako Slow)
- 2003 'Tribalicious'
- 2003 'Corrador' (jako Zzino vs. Filterheadz)
- 2004 'Yimanya'
- 2005 'Love Distortion'
- 2005 'Cartagena/Santiago/Lima'
- 2005 'Switch'
- 2006 'Endless Summer'
- 2006 'Blue Sky Happiness'
- 2008 'Day At the Beach'
- 2009 'Rising Rocky'

### Remixy
- 1999 After Sun - "Lovers"
- 2000 Spectre - "Intoxification" (Pro-Sync v. Filterheadz)
- 2000 Eggs & Bacon - "Moonlight Shining"
- 2000 Minimalistix - "Struggle for Pleasure"
- 2000 Master & Slave - "Time of Your Life"
- 2001 Star - "Rock Rose"
- 2001 Minimalistix - "Close Cover/Close But Undercover"
- 2001 Ashtrax - "Digital Reason"
- 2001 Murcielago - "Los Americanos"
- 2001 Minimalistix - "Into the Trees"
- 2001 Sonorous - "Glass Garden"
- 2001 Miss K. vs. Woody Rivers - "Touched Together" (Filterheadz vs. Pro-Sync Remix)
- 2001 Dave Kane - "The Journey of Zoé"
- 2001 Minimalistix - Firewalkers
- 2001 DJ Sandy vs. Sinesweeper - "Shake It"
- 2002 Antiloop - "Start Rockin'"
- 2002 Minimalistix - "Into the Streets"
- 2002 Praga Khan - "Glamour Girl"
- 2002 Bedrock - "Emerald"
- 2002 Ralphie B - "Massive"
- 2002 DJ Georgio presents Scramjet - "Into Tha Groove"
- 2002 Sylver - "Livin' My Life"
- 2002 Tiesto & Junkie XL - "Obsession"
- 2002 Barraka - "Song To The Siren"
- 2002 Oliver Lieb - "Subsonik"
- 2002 Richi M - "Face the Future"
- 2002 QED - "Hardly A Day"
- 2003 Minimalistix - "Magic Fly"
- 2003 Roc Project feat. Tina Arena - "Never"
- 2003 Roc Project feat. Tina Arena - "Never" (Tiesto Remix vs. Filterheadz Remix)
- 2003 Ashtrax - "Digital Reason"
- 2003 Air Bureau - "Coloured Reasons"
- 2003 Whatever, Girl! - "Activator (You Need Some)"
- 2003 Pierre Ravan & Safar - "Divine Energy"
- 2003 Eddie Amador - "House Music"
- 2003 DJ Preach - "Against Winter (Filterheadz Re-work)"
- 2003 Dallas Superstars - "I Feel Love"
- 2003 Kira - "I'll Be Your Angel"
- 2003 Robbie Rivera - "Sex"
- 2003 Vek - "Can't Get It"
- 2003 The Attic - "I Just Can't Help It"
- 2004 Eric Prydz - "Call On Me"
- 2004 Faithless - "I Want More"
- 2004 Delerium feat. Sarah McLachlan - "Silence"
- 2004 Tranquility Base - "Surrender"
- 2005 Housetrap - "Freak"
- 2005 End-Jy - "Tango"
- 2006 Marcel Woods - "Advanced"
- 2006 Steve Porter - "1990"
- 2006 Tom Tom Le Chevalier & Anita Kelsey - "Never Ever"
- 2006 Johan Gielen - "Revelations"
- 2006 M.I.K.E. - "Strange World 2006"
- 2007 Regi - "I Fail"
- 2007 Michal Poliak - "World Republic"
- 2007 Minimalistix - "Whistling Drive (Aka Young Folks)"
- 2008 Schossow* & Sagstad - "Svamptramp"
- 2008 Sia - "Buttons"
- 2008 Boss@Nova - "I Wanna Be Your Dog"
- 2008 Chainside - "I Would Die For You"
- 2008 O.C. - "The Sleep Routine D.P."
- 2008 Simon Patterson - "Different Feeling"
- 2009 Marco Bailey - "Muzika"